# General Ramírez
General Ramírez é um município da província de Entre Ríos, na Argentina.